# Ултра (криптоанализ)
Ултра (понякога се изписва ULTRA) е кодовото наименование на разузнавателната информация, която британските военни са успели да получат чрез дешифриране и оценка на криптирани тайни германски комуникации по време на Втората световна война, започваща през януари 1940 г. Това включва главно радиосъобщенията „Енигма“ на Вермахта, прихванати от британски радиостанции за подслушване (станции Y) и дешифрирани в Блечли Парк (BP), Англия, и техните радиотелексни съобщения SZ42, които също са били разбити там и съдържат стратегическа информация, която е била от решаващо значение за войната.
Терминът „Ултра“ е възприет от американската разузнавателна общност и произлиза от идеята, че тази „изключително важна“ информация трябва да се пази в тайна при всички обстоятелства. По този начин е трябвало да се създаде ниво на секретност, което дори надвишава най-високото налично по това време ниво „Най-секретно“. Поради това информацията е класифицирана като „Ултрасекретно“.
В ранните дни дори самата Ултра е получила кодово име Бонифаций, на името на Свети Бонифаций. Това е имало за цел да прикрие действителния „машинен“ източник и вместо това да се внуши, че информацията идва от „митичен“ таен агент с това кодово име.
През май 1940 г. за първи път е възможно да се проникне в радиосъобщенията на Енигма на германските военновъздушни сили, които могат да бъдат дешифрирани със закъснение във времето, процес, ускорен от електромеханични процеси. С американска подкрепа, от 1943 г. нататък, радиосъобщенията, криптирани с Енигма M4 (с четири вместо само три цилиндъра), също могат да бъдат прочетени. Получената информация е трябвало да се използва пестеливо и внимателно, за да не се подозира от германската страна, че Енигма може да е несигурна.